# Какшаал Тоо
Какшаал Тоо или Кокшаал Тоо, Кокшаалтау (на киргизки: Какшаал тоо; на руски: Какшаал-Тоо) е най-високият и един от най-дългите и мощни планински хребети на Тяншан. Разположен е в Киргизстан (Исъккулска и Наринска област) и Китай (Синдзян-уйгурски автономен регион), като по цялото му протежение, по билото преминава границата между двете държави.

## Географска характеристика
Какшаал Тоо се простира от югозапад на североизток на протежение около 400 km и широчина около 54 km, като загражда от югоизток Вътрешен Тяншан. В крайната си североизточна част, в района на връх Военни топографи (6870 m) се свързва с Меридионалния хребет на Централен Тяншан. Изграден е основно от глинести шисти, пясъчници и варовици, пронизани от гранитни интрузии. Средна надморска височина 4000 – 6000 m. Северозападните му (киргизстански) склонове са стръмни и се издигат на 1000 – 1500 m над околните съртови равнини, а югоизточните (китайски) са полегати и дълги (50 – 70 km), силно разчленени от множество речни долини. По гребенът му в средните и североизточните му части има значителни ледници с обща площ от 983 km². Югоизточните му склонове са покрити със степна растителност, а северозападните – от високопланински пасища и степни ландшафти. Билните части са заети от рядка растителност, скали, сипеи и камениста тундра.

## Деление
На три места хребетът е проломен от каньоновидните долини на реките Сариджаз (Аксу, лява съставяща на Тарим), Узьонгю Кууш (ляв приток на Какшаал) и Какшаал (Кокшаал, Таушкандаря, десен приток на Сариджаз), като по този начин Какшаал Тоо се разделя на четири обособени части: Североизточна, Средна Североизточна, Средна Югозападна и Югозападна

### Североизточна част
Североизточната част с дължина около 90 km се простира от връх Военни топографи на североизток до каньона на река Сариджаз на югозапад и е най-високият участък в целия планински хребет. Тук, в североизточната му част се издига връх Дженгиш Чокусу (Победа, 7438 m) (42°02′03″ с. ш. 80°07′46″ и. д. / 42.034167° с. ш. 80.129444° и. д.), най-високият връх на Киргизстан и най-високата точка на цялата планинска система на Тян Шан. Други по-високи върхове са: Неру (6918 m), Еркиндик (Киров, 6073 m), Нансен (5697 m) и др. По северните му склонове се спускат мощни ледници (Звьоздочка, Дружба, Дикий и др.), които се вливат в най-големия ледник в Тян Шан – Инилчек. От северния му склон води началото си река Куюкан, а от южните – реките Пакаликсу, Учказнаку и др., леви притоци на Сариджаз (Аксу).

### Средна Североизточна част
Средната Североизточна част се простира на протежение около 140 km, между проломите на реките Сариджаз (Аксу) на североизток и Узьонгю Кууш на югозапад. Максимална височина 5318 m (41°40′24″ с. ш. 78°59′10″ и. д. / 41.673333° с. ш. 78.986111° и. д.). На три места хребета се пресича от високопланински проходи: Сауктор (4583 m), Кайче (4463 m) и Бедел (4284 m). И в тази част броят на ледниците е значителен. От северните му склонове води началото си река Акшийрак (десен приток на Сариджаз) и множество нейни десни притоци, а от южните му склонове – реките: Кучкората (десен приток на Сариджаз), Кукуртуксу, Кокрюм и др. (леви притоци на Какшаал).

### Средна Югозападна част
Този участък от хребета Какшаал Тоо, за разлика от останалите се простира от изток на запад между проломите на реките Узьонгю Кууш и Какшаал (Кокшаал, Таушкандаря), на протежение около 160 km и е най-дълъг. Максимална височина връх Данков 5982 m (41°03′34″ с. ш. 77°41′05″ и. д. / 41.059444° с. ш. 77.684722° и. д.). Други по-значими върхове са връх Космос, (Шмидт, 5940 m), Къзъл Аскер (Червеноармеец, 5842 m), връх Корольов (5816 m), връх Алпинист (5462 m) и др. От северните му склонове водят началото си реките Узьонгю Кууш и Мюдюрюм (лява съставяща на Какшаал), а от южните – малки, къси и бурни леви притоци на Какшаал.

### Югозападна част
Крайната югозападна част на Какшаал Тоо се простира на протежение около 120 km между каньона на река Какшаал (Кокшаал, Таушкандаря) на североизток и прохода Уртасу (3965 m) на югозапад. Максимална височина 4942 m (40°45′44″ с. ш. 76°35′51″ и. д. / 40.762222° с. ш. 76.5975° и. д.). В средната част се пресича от прохода Кумбел (4012 m). От северните му склонове водят началото си река Аксай (дясна съставяща на Какшаал) и нейните десни пиртоци Терек, Къзълсу, Текелик, Курумджук и др., а от южните – множество леви притоци на Къзълсу (от басейна на Тарим).

## Топографска карта
- К-43-Г М 1:500000[4]
- К-44-А М 1:500000[5]
- К-44-В М 1:500000[6]